# Laguna Rayado
Laguna Rayado är en sjö i Colombia.   Den ligger i departementet Guainía, i den östra delen av landet, 500 km öster om huvudstaden Bogotá. Laguna Rayado ligger 103 meter över havet. Arean är 0,47 kvadratkilometer. I omgivningarna runt Laguna Rayado växer i huvudsak städsegrön lövskog. Den sträcker sig 2,5 kilometer i nord-sydlig riktning, och 1,3 kilometer i öst-västlig riktning.